# Sint-Aloysiuskerk (Koningslo)

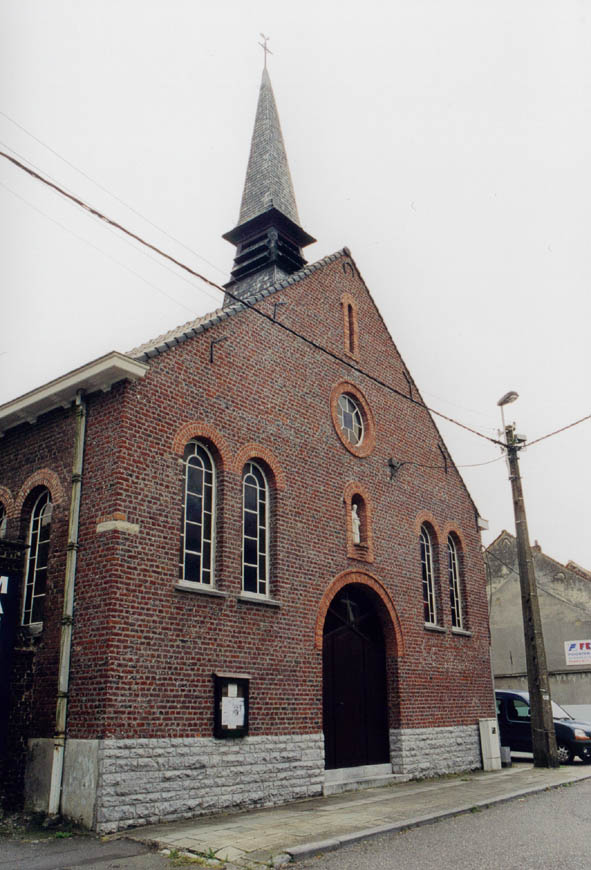
Sint-Aloysiuskerk

De Sint-Aloysiuskerk is de parochiekerk van de tot de Vlaams-Brabantse gemeente Vilvoorde behorende plaats Koningslo, gelegen aan de Romeinsesteenweg 55.

## Geschiedenis
Sinds de 16e eeuw bezat Koningslo een Sint-Laurentiuskapel. Tijdens de Franse Revolutie werd deze kapel teniet gedaan. In 1930 werd een kerkje gebouwd.

## Gebouw
Het betreft een eenvoudige bakstenen zaalkerk op rechthoekige plattegrond, met vlak afgesloten koor. De kapel heeft een dakruiter.